# Heinz Kaufmann (Beamter)

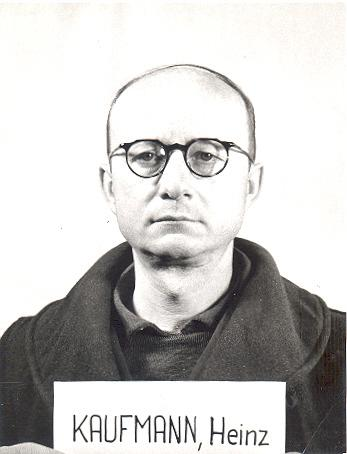
Heinz Kaufmann als Zeuge bei den Nürnberger Prozessen.

Heinz Kaufmann (* 30. Dezember 1905 in Leipzig; † nach 1945) war ein deutscher Jurist, Beamter im Reichssicherheitshauptamt und SS-Obersturmbannführer.

## Leben
Kaufmann besuchte von 1912 bis 1916 die Volksschule und von 1916 bis 1925 das Gymnasium in Chemnitz. Anschließend studierte er Rechtswissenschaften an den Universitäten in München, Rostock und Leipzig. Nach dem Bestehen des Ersten Staatsexamens wurde er am 1. Juli 1928 Referendar. Zum 1. Dezember 1931 trat er der NSDAP bei (Mitgliedsnummer 824.859). Nach der Referendarszeit trat er zum Jahreswechsel 1931/1932 in den Dienst des Sächsischen Innenministeriums: Seit dem 1. März 1932 war er beim Hauptamt Landwirtschaft in Löbau als Assessor beschäftigt. Vom 30. November 1932 bis zur Auflösung dieser Behörde am 30. September 1935 war er bei der Landeshilfsstelle in Dresden tätig.
Zum Jahreswechsel 1935/1936 wurde Kaufmann in das Geheime Staatspolizeiamt in Dresden versetzt. Am 1. November 1939 wurde er als Leiter der dortigen Stapostelle nach Plauen versetzt, die er bis zu ihrer Auflösung am 30. Juni 1941 leitete. Anschließend wurde er ins Reichssicherheitshauptamt versetzt, in dem er als Juristischer Referent im Rang eines Oberregierungsrats das Referat II A 3 (Rechtsabteilung) im Amt II (Verwaltung und Recht) übernahm, das er bis zum Ende des Zweiten Weltkriegs führte. In der SS (SS-Nummer 358.719) erreichte Kaufmann als höchsten Rang am 30. Januar 1943 den eines SS-Obersturmbannführers.
Nach dem Kriegsende wurde Kaufmann von den Alliierten verhaftet und war Zeuge in den Nürnberger Prozessen.